# Електростанція Дєтмаровиці
Електростанція Дєтмаровиці — це теплова електростанція компанії ČEZ у селищі Дєтмаровіце Мораво-Сілезького краю.  Розташована поблизу польського кордону. Номінальна потужність складає 800 МВт і є найпотужнішою електростанцією, що використовує кам'яне вугілля в Чехії. Електростанція щорічно виробляє близько 3 ТВт⋅год електроенергії. Електростанція також займається виробництвом тепла, яке в першу чергу постачає в Орлову. У травні 2009 року почалося будівництво магістрального водогону гарячої води в місто Богумін, яке завершилося восени 2010 року.

## Історія електростанції
Будівництво електростанції почалося 1971 року, а запуск чотирьох блоків проходив поступово з травня 1975 року по листопад 1976 року. Генеральним проектувальником споруди був Енергопроект Прага, виконавцем робіт -  VOKD Острава, а постачальником технологій - Шкода Плзень. Десульфуризована в 1998 році.